# Ai Kayano
Ai Kayano (茅野 愛衣 Kayano Ai?, nacida el 13 de septiembre de 1987) es una actriz de voz japonesa. Desde su debut hasta 2014, estuvo representada por la agencia de talentos Pro-Fit; está representada por Office Osawa desde 2015. Después de debutar como actriz de voz en 2010, interpretó su primer papel principal como Meiko "Menma" Honma en la serie de televisión de anime del 2011 Ano Hi Mita Hana no Namae o Bokutachi wa Mada Shiranai.. También es conocida por sus papeles principales como Inori Yuzuriha en Guilty Crown, Mashiro Shiina en Sakura-sō no Pet na Kanojo, Shiro en No Game No Life, Darkness en KonoSuba! y Alice en Sword Art Online. También ha realizado temas de apertura, finalización e inserción de varios animes en los que ha actuado.

## Biografía
Antes de convertirse en actriz de voz, Kayano quería trabajar en un trabajo que implicara «curar a las personas», lo que llevó inicialmente a tomar un curso en una escuela vocacional, y más tarde trabajó en la industria de la belleza. Se interesó en el anime después de ver la serie de anime Aria en la televisión después de volver a casa del trabajo, y más tarde decidió que quería ser una actriz de doblaje. Mientras asistía a una escuela de actuación de voz, continuó trabajando en la industria de la belleza para pagarse la matrícula.
Kayano hizo su debut como actriz de voz en 2010 bajo la agencia de talentos Pro-Fit;su primer papel en una serie de anime fue en la Animación Original del Vídeo Princess Resurrection. También interpretó una serie de papeles de fondo en la serie de anime A Certain Magical Index II, incluido el personaje secundario Itsuwa. Primero interpretó un papel principal en 2011 a Meiko "Menma" Honma, la heroína principal de la serie de televisión de anime Anohana: The Flower We saw That Day. Kayano, junto con sus coestrellas Haruka Tomatsu y Saori Hayami, realizó el tema final de la serie "Secret Base-Kimi ga Kureta Mono (10 Years After Ver.)", una versión de una canción originalmente cantada por la banda Zone. Por su papel como Menma, recibió el Premio al Mejor Recién Llegado en los VI Premios Seiyū en 2012. En 2011, también interpretó el papel de Inori Yuzuriha en la serie de anime Guilty Crown.
En 2012, interpretó el papel de Mayaka Ibara en Hyōka; Kayano y su coestrella Satomi Satō interpretaron los temas finales de la serie Madoromi no Yakusoku y Kimi ni Matsuwaru Mystery. También interpretó los papeles de Mashiro Shiina en la serie de anime The Pet Girl Of Sakurasou, y Saori Takabe en la serie de anime Girls Und Panzer. Interpretó varios papeles en 2013, incluyendo los de Ai Fuyuumi en Oreshura y Chisaki Hiradaira en Nagi-Asu: A Lull In The Sea.
En 2014,Kayano interpretó el papel de Shiro en la serie de anime "No Game No Life"; Kayano también realizó el tema final de la serie "Oración". Más tarde ese año, dejó Pro-Fit. A principios de 2015,se unió a la agencia Office Osawa. Más tarde ese año, interpretó los papeles de Megumi Sakura en School-Live!, y Utaha Kasumigaoka en Saekano: How to Raise a Boring Girlfriend. En 2016, interpretó los papeles de Darkness en KonoSuba, Chizuru Hishiro en "ReLIFE" y Rin Tōyama en New Game!. En 2017, interpretó el papel de Kirie Sakurame en la serie de anime UQ Holder, y repitió el papel de Shiro en la película de anime No Game, No Life Zero; Kayano también interpretó el papel de Shuvi en la película.
En 2016,Kayano presentaba un programa titulado"Kayanomi  ~Kayano Ai ga Nihonshu wo Nominagara, Taberu Dake~~" ( かやのみ 〜茅野愛衣が日本酒をのみながら、食べるだけ〜 literal, "Ai Kayano está comiendo mientras que bebe sake") En el canal de Youtube de Animate Times. El programa se centra en su búsqueda de varios tipos de sake.El título del espectáculo es también una combinación de su apellido Kayano y la palabra japonesa para "beber",que es "nomi"(飲み).

## Controversia
En 2021, surgió una controversia en las redes sociales chinas como resultado de la publicación de Kayano sobre su viaje del 11 de febrero al Santuario Yasukuni, un santuario sintoísta a menudo sujeto de controversia que consagra a hombres, mujeres, niños y soldados japoneses que murieron en numerosas guerras que involucran Japón que se extiende entre las eras Meiji y Showa, incluidos 1.068 criminales de guerra condenados que fueron condenados a muerte por el Tribunal Militar Internacional; de los cuales 14 de ellos, incluido el ex primer ministro japonés Hideki Tojo, están etiquetados como criminales de clase A. En respuesta, su voz fue eliminada de seis caracteres en la versión china de Azur Lane. También se tomaron medidas similares en otros juegos, como la eliminación de las líneas de voz de Kayano de Punishing: Gray Raven y la versión china de Arknights, donde su voz fue reemplazada por la de Miku Itō y Mizuki Kitajima para todos los servidores en 2021, respectivamente.

## Filmografía
Los roles de importancia están escritos en negritas.

### Anime
2010
- Durarara!! (Maomin - ep 22)
- Senkō no Night Raid (Gato - ep 4)
- Toaru Majutsu no Index II (Itsuwa, Reportera - ep 8, Estudiante - ep 23)
- Mayoi Neko Overrun! (Kokoro Towano - Vol.7)

2011
- Ano Hi Mita Hana no Namae o Bokutachi wa Mada Shiranai (Meiko Honma)
- Ben-To (Ume Shiraume)
- Chihayafuru (Kanade Ōe)
- Dream Eater Merry (Isana Tachibana)
- Freezing (Violet L. Bridget)
- Guilty Crown (Inori Yuzuriha, Mana Ōma)
- Kami-sama no Memo-chō (Ayaka Shinozaki)
- Kamisama Dolls (Shiba Hibino)
- Last Exile: Ginyoku no Fam (Milia Il Velch Cutrettola Turan)
- Nekogami Yaoyorozu (Sasana Shōsōin)
- Ro-Kyu-Bu! (Tae Mishouji)
- Sket Dance (Roman Saotome)
- Shakugan no Shana III Final (Chiara Toscana)

2012
- Aquarion Evol (Mikono Suzushiro)
- Ano Natsu de Matteru (Kaori Kinoshita)
- Girls und Panzer (Saori Takebe)
- Hyōka (Mayaka Ibara)
- Medaka Box (Kikaijima Mogana)
- Rinne no Lagrange (Muginami)
- Sakura-sō no Pet na Kanojo (Mashiro Shiina)
- Suki-tte ii na yo (Mei Tachibana)
- Tari Tari (Fumiko Matsumoto, Tomoka Kurata)
- Touhou Musou Kakyō 2 (Yuyuko Saigyouji)

2013
- Chihayafuru 2 (Kanade Ōe)
- Golden Time (Rinda Hayashida)
- Inu to Hasami wa Tsukaiyō (Momiji Himehagi)
- Nagi no Asukara (Chisaki Hiradaira)
- Ore no Kanojo to Osananajimi ga Shuraba Sugiru (Ai Fuyuumi)
- Ro-Kyu-Bu! SS (Tae Mishōji)
- Senran Kagura (Yomi)
- Servant × Service (Lucy Yamagami)
- Strike the Blood (Misaki Sasasaki)
- Suisei no Gargantia (Saaya)

2014
- Aldnoah.Zero (Darzana Magbaredge)
- Ao Haru Ride (Yūri Makita)
- Kanojo ga Flag o Oraretara (Akane Mahōgasawa)
- Ōkami Shōjo to Kuro Ōji (Ayumi Sanda)[1]
- No Game No Life (Shiro)
- Selector Infected WIXOSS (Hitoe Uemura)
- Soredemo Sekai wa Utsukushii (Nia)
- Terra Formars (Sheila Levitt)

2015
- Akatsuki no Yona (Yun-Ho)
- Aldnoah.ZERO 2nd (Darzana Magbaredge)
- Dungeon ni Deai o Motomeru no wa Machigatteiru Darō ka (Asfi Al Andrómeda)
- Fairy Tail (Kyouka)
- Gakkō Gurashi! (Megumi Sakura)
- Gochūmon wa Usagi Desu ka? (Mocha Hoto)
- Hidan no Aria AA (Shino Sasaki)
- Ore Monogatari!! (Yukika Amami)
- Saenai Heroine no Sodatekata (Utaha Kasumigaoka)
- Shigatsu wa Kimi no Uso (Nagi Aiza)
- Shokugeki no Sōma (Ryōko Sakaki)
- Ushio to Tora (Omamori-sama)

2016
- Amanchu! (Ooki Futaba)
- Arslan Senki: Fūjin Ranbu (Ilina)
- Danganronpa 3: The End of Kibougamine Gakuen - Zetsubou-hen (Tsumiki Mikan)
- Getsuyōbi no Tawawa (Kōhai-chan)
- Kono Subarashii Sekai ni Shukufuku o! (Darkness)
- New Game! (Rin Tōyama)
- Nijiiro Days (Nozomi Matsunaga)
- ReLIFE (Chizuru Hishiro)
- Sangatsu no Lion (Akari Kawamoto)

2017
- Houseki no Kuni (Land of the Lustrous) (Diamond)
- Kono Subarashii Sekai ni Shukufuku o!2 (Darkness)
- New Game!! (Rin Tōyama)
- Shōkoku no Altair (Armut Ayşe)

2018
- Hanebado! (Yuika Shiwahime)
- Kishuku Gakkou no Juliet (Juliet Persia)
- Sword Art Online: Alicization (Alice Schuberg)

2019
- Azur Lane (Kaga, Renown)
- Chihayafuru 3 (Kanade Ōe)
- Dungeon ni Deai wo Motomeru no wa Machigatteiru Darou ka II (Asfi Al Andromeda)
- Tsuujou Kougeki ga Zentai Kougeki de Ni-kai Kougeki no Okaasan wa Suki Desu ka? (Mamako)
- Yagate Kimi ni Naru (Saeki Sayaka)
- Kimetsu no Yaiba - Kanae Kocho

2020
- Adachi y Shimamura (Tarumi)
- Runway de Waratte (Kokoro Hasegawa)
- Dokyū Hentai HxEros (Maihime Shirayuki)
- Noblesse (Seira J. Loyard)

2021
- Mushoku Tensei: Isekai Ittara Honki Das (Sylphiette)
- Horimiya (Yuriko Hori)
- Jaku-Chara Tomozaki-kun (Fūka Kikuchi)
- Platinum End (Baret)
- Vanitas no Carte (Dominique de Sade)

2022
- Delicious Party! Pretty Cure (Amane Kasai/Cure Finale)

### OVAs
- Kaibutsu Ōjo (Sawawa Hiyorimi)
- Kono Subarashii Sekai ni Shukufuku o! (Darkness)
- Chihayafuru (Kanade Oe)

### CD Drama
- Nijiiro Days (Nozomi Matsunaga)

### Videojuegos
- Ima Sugu Oniichan ni Imōto da tte Iitai! (Mao Shigemori)
- Nayuta no Kiseki (Noi)
- Tokyo Babel (Eve)
- Serie Senran Kagura (Yomi)
- Danganronpa 2: Goodbye Dispair (Mikan Tsumiki)
- Tales of Zestiria (Alisha Diphda)
- Final Fantasy XIV (Y'shtola)
- "League of Legends" (Lux)
- Azur Lane (Atago)
- Super Mecha Champions (Joanna)
- The Seven Deadly Sins: Grand Cross (Mono)
- Illusion Connect (Anna)
- Octopath Traveler (Ophilia Clement)
- Fate/Grand Order (Murasaki Shikibu)
- Pokémon Masters (Erika)
- Arknights (Platinum)

## Música
- Junto con Kana Hanazawa y Misaki Kuno interpretó el tema Nyaa Shougi Ondo (ニャー将棋音頭), ending del 7º episodio de Sangatsu no Lion.[2]

- Secret Base de AnoHana

- "Oracion" ending de No Game No Life

- "This Game" opening de No Game No Life (Originalmente por Konomi Suzuki)

- Junto con Mari Nakatsu y Natsumi Takamori interpretó el tema Kimi ga Yume wo Tsuretekita (君が夢を連れてきた), primer opening de Sakurasou no Pet na Kanojo.[3]

- Junto con Sora Amamiya y Rie Takahashi interpretó los temas de cierre de la serie KonoSuba! en su rol como Darkness